# Bertha Swirles
Bertha Swirles, lady Jeffreys (Northampton, 22 de mayo de 1903- Cambridge, 18 de diciembre de 1999) fue una física, matemática y profesora universitaria británica que llevó a cabo investigaciones sobre la teoría cuántica, particularmente en sus comienzos. Fue coautora del libro Methods of Mathematical Physics (1946), considerado un texto clásico de referencia. Estuvo asociada al Girton College de la Universidad de Cambridge, como estudiante, profesora y becaria durante más de cuarenta años.

## Biografía
Bertha Swirles nació el 22 de mayo de 1903 en Northampton, Inglaterra, hija de William Alexander Swirles y Harriett Swirles. Asistió a la Northampton School for Girls y después asistió al Girton College en 1921, para estudiar Matemáticas, donde se graduó con honores. Fue estudiante de investigación de Astronomía matemática de Ralph Fowler,  una entre un grupo de distinguidos alumnos que incluyó a Paul Dirac y Subrahmanyan Chandrasekhar.
Obtuvo su doctorado en 1929, momento en el que era profesora asistente en la Universidad de Mánchester. Continuó trabajando en puestos similares en Bristol, luego en el Imperial College de Londres (entonces Royal College of Science), para finalmente regresar a Mánchester en 1933, como profesora de Matemáticas Aplicadas. En Mánchester permaneció cinco años y publicó varios artículos, además trabajó en colaboración con Douglas Hartree. Comenzó a impartir clases de Matemáticas en el Girton College en 1938 y a realizar investigaciones y publicar estudios sobre teoría cuántica patrocinada con una beca. En Girton seguiría trabajando el resto de su carrera como docente, ocupando diversos cargos y jefaturas de departamento hasta su jubilación en 1969.
Se casó con Harold Jeffreys en 1940 y juntos publicaron el libro Methods of Mathematical Physics (1946), considerado un texto clásico de referencia. Se convirtió en lady Jeffreys cuando le concedieron a su marido el título de caballero en 1953. Continuó publicando sobre teoría cuántica, sobre sismología en coautoría con Jeffreys y dedicó buena parte de su vida a editar los trabajos de su marido y a clasificar sus documentos para que pudieran ser útiles a las futuras generaciones.
Falleció el 18 de diciembre de 1999 en Cambridge, Inglaterra.

## Reconocimientos
Recibió varias distinciones por sus contribuciones a las Matemáticas y la enseñanza, como el título de miembro vitalicio del Girton College (1969) y los doctorados honorarios de la Universidad de Saskatchewan (1995) y de la Open University (1996). El Consejo de la Universidad de Cambridge aprobó el uso del nombre de Swirles para designar a Swirles Court, un edificio que consta de 350 habitaciones para estudiantes de posgrado, arrendadas por Girton College, dentro del North West Cambridge Development.

## Obra
- Methods of Mathematical Physics (1946) —coautora—